# Charles Charlebois
Pour les articles homonymes, voir Charlebois.
Charles Charlebois, né le 4 novembre 1871 à Sainte-Marguerite-du-Lac-Masson et mort le 5 octobre 1945 à Montréal, est un prêtre oblat et chef nationaliste québécois, principal cofondateur du journal Le Droit.

## Biographie

### Formation
Né dans une famille de 14 enfants, Charles étudie au Collège de l'Assomption de 1883 à 1886, puis, au juniorat du Sacré-Cœur et à l'Université d'Ottawa de 1886 à 1889 et, enfin, au noviciat des Pères Oblats, à Lachine, en 1889. Il poursuit ensuite ses études en philosophie et en théologie au scolasticat Saint-Joseph d'Ottawa entre 1890 et 1896. Parallèlement, il est ordonné prêtre le 8 juin 1895 par Mgr Joseph-Thomas Duhamel.

### Ministères
De 1896 à 1901, il exerce plusieurs fonctions pastorales, dont celles d'économe au juniorat du Sacré-Cœur (1896-1897), de professeur de sciences au scolasticat Saint-Joseph (1897-1898), puis de vicaire à Mattawa (1898-1899) et d'économe à Saint-Paul-des-Métis (1899-1901).
En 1901, il fonde et devient curé de la paroisse Sainte-Famille d'Ottawa. Il prend alors une part active dans la lutte pour les droits scolaires des Franco-Ontariens et devient le porte-parole des ouvriers au sein de l'Association canadienne-française d'éducation de l'Ontario (ACFÉO) en 1910. De 1910 à 1934, il sera directeur du secrétariat de cette association.

### Le Droit
En 1913, il fonde le journal Le Droit, où il s'entoure de collaborateurs avec qui il partage les mêmes idées nationalistes et religieuses. Dès la fondation de l'organisme en 1910, le père Charlebois siège au comité exécutif de l'Association canadienne-française d'éducation d'Ontario (ACFEO) et noue des liens avec les nationalistes québécois, dont l'abbé Lionel Groulx.
Mais il se fait également des ennemis parmi le clergé irlando-catholique qui l'accusent de radicalisme.
En 1930, les conservateurs reviennent au pouvoir à Ottawa et considèrent que le P. Charlebois est trop proche du Parti libéral et, après plusieurs démarches impliquant le recteur de l'Université d'Ottawa, le père Gilles Marchand, et Mgr Andrea Cassulo, Charlebois est limogé. Il est alors écarté du Droit par les pères oblats qui l'évincent également, en 1934, de l'ACFEO et de la région d'Ottawa. 
Il est ainsi envoyé au scolasticat jésuite de Sainte-Agathe-des-Monts, où il exerce la fonction de maître des novices pour les frères convers (1935-1942) et de supérieur jusqu'à sa mort en 1945, à Montréal.